# Quercus lowii
Quercus lowii är en bokväxtart som beskrevs av George King. Quercus lowii ingår i släktet ekar, och familjen bokväxter. Inga underarter finns listade.